# Тухолка, Фёдор Львович
Фёдор Львович Тухолка (1807—1873) — генерал-майор, председатель временной военно-следственной комиссии при наместнике в Царстве Польском, член полевого аудиториата войск Варшавского военного округа.

## Биография
Родился 10 января 1807 года в семье генерал-майора Льва Адамовича Тухолки.
Образование получил в Пажеском корпусе, по окончании курса в котором 6 апреля 1824 года был произведён из пажей в корнеты Литовского уланского полка.
Первые чины, до штабс-ротмистра включительно, Тухолка получил за отличные действия против польских мятежников в 1831 году. Кроме того, он был награждён польским знаком отличия за военное достоинство (Virtuti Militari) 4-й степени.
Затем он был прикомандирован к лейб-гвардии Уланскому Его Величества полку.
В 1839 году Тухолка был назначен ротным командиром в Измайловскую бригаду пограничной стражи, а через несколько лет, с производством за отличие в майоры, — командиром Дунайского казачьего № 1 полка.
В 1859 году Тухолка получил назначение на должность старшего помощника инспектора военной переписи и набора рекрут в Царстве Польском; в 1862 году он был произведён в полковники и назначен членом полевого аудиториата войск в Царстве Польском, а в 1863 году к этим обязанностям присоединены новые — председателя временной военно-следственной комиссии при наместнике в Царстве Польском по политическим делам. Здесь он принимал участие в расследовании обстоятельств восстания в Польше 1863—1864 годов. 27 марта 1866 года произведён в генерал-майоры (со старшинством от 30 августа 1869 года).
На должности члена полевого аудиториата Тухолка находился до самой своей смерти, последовавшей в Варшаве 23 февраля (по другим данным, 27 февраля) 1873 года.

### Семья
Его братья:
- Эмилий — чиновник Министерства финансов;
- Александр — генерал-лейтенант;
- Август — майор.

## Награды
Среди прочих наград Тухолка имел ордена:
- Польский знак отличия за военное достоинство (Virtuti Militari) 4-й степени (1831 год)
- Орден Святого Георгия 4-й степени (1 февраля 1852 года, за беспорочную выслугу 25 лет в офицерских чинах, № 8906 по кавалерскому списку Григоровича — Степанова)
- Орден Святой Анны 2-й степени (1855 год)
- Орден Святого Владимира 4-й степени (1863 год, за беспорочную выслугу 35 лет в офицерских чинах)
- Орден Святого Владимира 3-й степени (1864 год)
- Орден Святого Станислава 1-й степени (1868 год)
- Орден Святой Анны 1-й степени (1870 год)